# يغآل ناؤور
إيغال ناعور أو ييغال ناؤور (عبرية:יגאל נאור) هو ممثل إسرائيلي ينحدر من أصول يهودية عراقية من مواليد 1958م في جفعاتايم في إسرائيل. شارك إيكال في العديد من الأعمال الفنية آخره تمثيله دور صدام حسين في المسلسل الدرامي بيت صدام التي بث على قناة البي بي سي البريطانية في عام 2008م.
كما لعب دور الجنرال محمد الراوي، أحد القادة السابقين في حزب البعث في فلم المنطقة الخضراء (فيلم)

## روابط خارجية
- يغآل ناؤور على موقع IMDb (الإنجليزية)
- يغآل ناؤور على موقع ألو سيني (الفرنسية)
- يغآل ناؤور على موقع أول موفي (الإنجليزية)
- يغآل ناؤور على موقع قاعدة بيانات الأفلام السويدية (السويدية)
- يغآل ناؤور على موقع قاعدة بيانات الفيلم (الإنجليزية)
- يغآل ناؤور على موقع كينوبويسك (الروسية)